# Els cadells i el codi de Marco Polo
Els cadells i el codi de Marco Polo (en italià Cuccioli e il codice di Marco Polo) és una pel·lícula d'animació hispano-italiana realitzada en 3D i estrenada al cinema el 22 de gener de 2010 a Itàlia i el 18 de maig de 2012 a Espanya, dirigida per Sergio Manfio. Ha estat doblada al català.

## Sinopsi
"Els Cadells" (el conill Cilindre, l'ànega Diva, la gata Ol·ly, el gos Portàtil, la granota Piu i l'ocellet Sensenom) que viuen a diferents parts del món, es reuneixen a Venècia per a dur a terme una intrèpida missió quan la Maga Cornacchia està decidit a drenar els canals de Venècia. Armats amb un toc de màgia, els sis combinen les seves forces i emprenen un viatge apassionant al voltant del món a la recerca del Codi de Marco Polo, un llibre màgic que conté poderosos encanteris abans que Maga Cornacchia ho faci.

## Actors de doblatge
Fou doblada al català amb les veus de Carlos Latre, Roger Pera, Eduard Doncos, Claudi Domingo, Aleix Estadella, Raül Llorens, Domènec Farell, Joan Carles Gustems, Pep Ribas i Francesc Belda.

## Nominacions
Fou nominada al Gaudí a la millor pel·lícula d'animació el 2013. També va ser finalista al Premi al Millor Llargmetratge a Animacor 2010. El 2011 fou guardonada amb el IX premi Kineo Diamanti en el marc de la 68a Mostra Internacional de Cinema de Venècia.